# Купер, Армандо
Армандо Энрике Купер Уитакер (исп. Armando Enrique Cooper Whitaker; род. 26 ноября 1987, Колон, Панама) — панамский футболист, атакующий полузащитник сборной Панамы. Участник чемпионата мира 2018 года.

## Клубная карьера

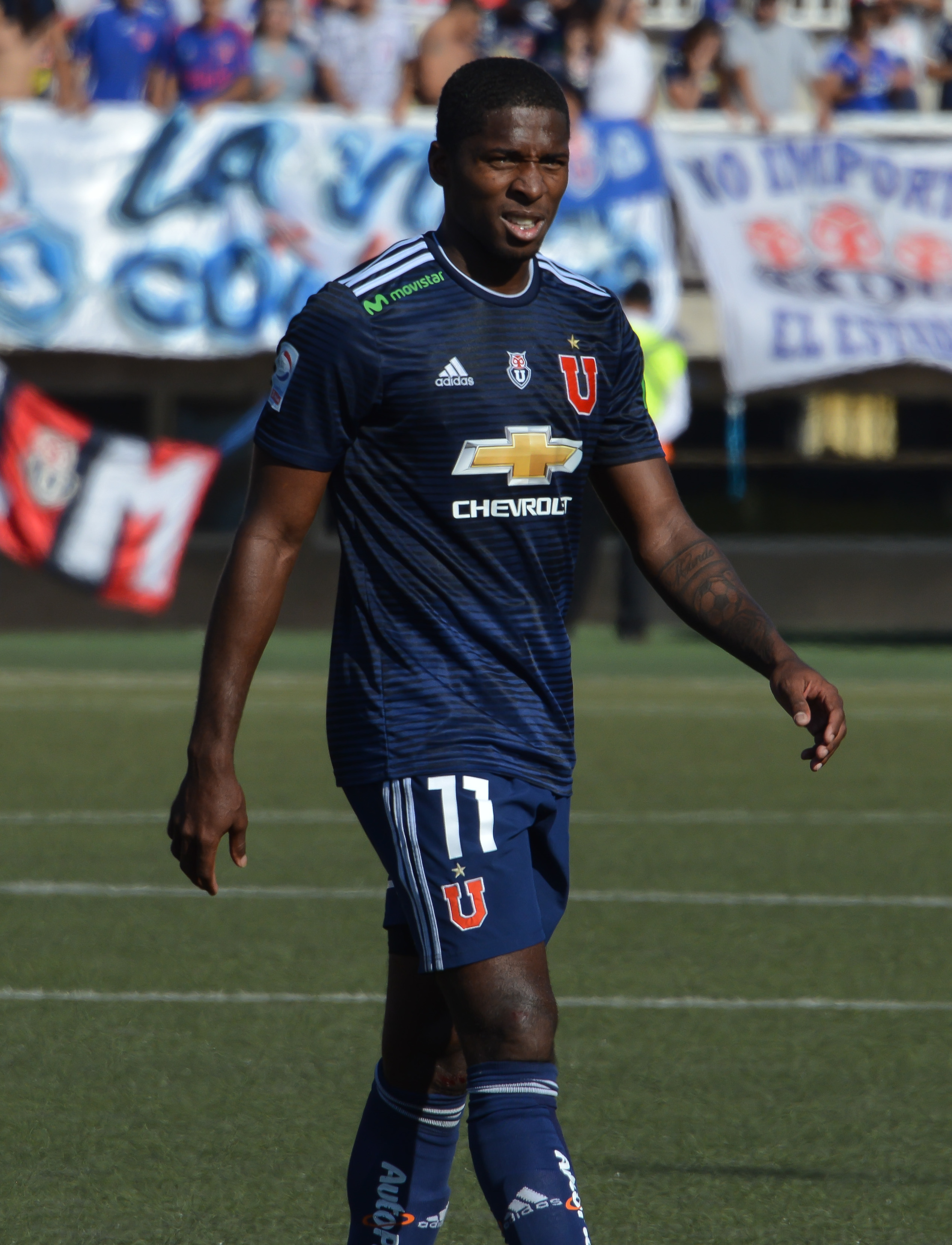
Купер в составе «Универсидад де Чили»

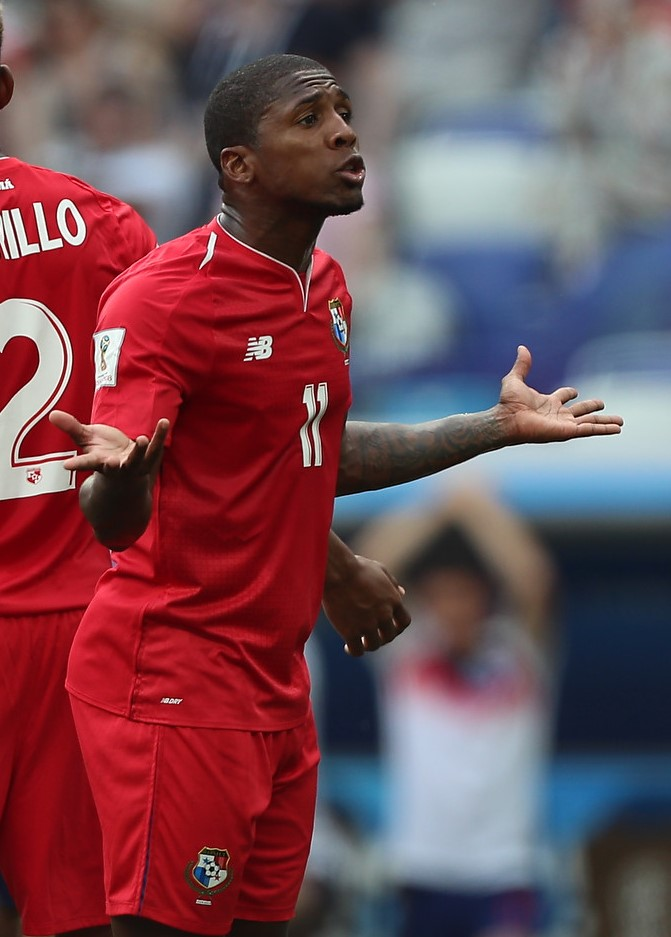
Купер в составе сборной Панамы

Купер начал карьеру в клубе «Арабе Унидо». В 2006 году он дебютировал за команду и за 5 сезонов в составе клуба трижды стал чемпионом Панамы.
В 2011 году он перешёл в аргентинский «Годой-Крус». 18 августа в матче против «Расинга» из Авельянеды Армандо дебютировал в аргентинской Примере. 22 сентября в поединке против «Унион Сант-Фе» он забил свой первый гол за новую команду. Начиная со второго сезона Купер стал реже попадать в основной состав. В 2013 году для получения игровой практики Армандо на правах аренды перешёл в румынский «Оцелул». 7 октября в поединке против «ЧФР Клуж» он дебютировал в чемпионате Румынии. 18 апреля 2014 года в матче против «Газ Метан» Купер сделал «дубль» забив свои первые голы за «Оцелул». После окончания аренды Армандо вернулся в «Годой-Крус», где у него через полгода закончился контракт.
В начале 2015 года он подписал контракт с немецким «Санкт-Паули». 21 февраля в матче против «Мюнхен-1860» Купер дебютировал во Второй Бундеслиге.
В сентябре 2015 года Купер вернулся в «Арабе Унидо», отыграв за «Санкт-Паули» всего 125 минут.
Летом 2016 года Купер был арендован канадским «Торонто». В матче против «Чикаго Файр» он дебютировал в MLS. 1 декабря в поединке против «Монреаль Импакт» Армандо забил свой первый гол за «Торонто». В конце сезона клуб выкупил трансфер Купера. В 2017 году он стал обладателем Кубка MLS, но после чемпионского сезона покинул «Торонто».
В начале 2018 года Купер подписал контракт с чилийским «Универсидад де Чили». 22 апреля в матче против «Унион Ла-Калера» он дебютировал в чилийской Примере.
Летом 2018 года Купер перешёл в румынское «Динамо» из Бухареста. В декабре 2018 года Купер и «Динамо» расторгли контракт по взаимному согласию сторон.
В январе 2019 года Купер подписал контракт с израильским «Маккаби» из Петах-Тиквы.

## Международная карьера
В 2007 году в составе молодёжной сборной Панамы Купер принял участие в молодёжном чемпионате мира в Канаде.
7 октября 2007 года в матче против сборной Сальвадора Армандо сборную Панамы. 16 января 2011 года в поединке Центральноамериканского кубка против сборной Никарагуа он забил свой дебютный гол за национальную команду.
В 2011 году Купер завоевал серебряные медали Золотого кубка КОНКАКАФ. На турнире он принял участие в поединках против команд Гваделупы, Канады, Сальвадора и дважды США.
В 2015 году Армандо во второй раз стал бронзовым призёром Золотого кубка КОНКАКАФ. На турнире он сыграл в матчах против сборных Гондураса, Тринидада и Тобаго, Мексики и дважды США.
В 2016 году Купер попал в заявку сборной на участие в Кубке Америки в США. На турнире он сыграл в матчах против команд Боливии и Аргентины.
В 2017 году Купер в третий раз принял участие в Золотом кубке КОНКАКАФ. На турнире он сыграл в матчах против команд США, Мартиники, Никарагуа и Коста-Рики.
В 2018 году Купер принял участие в чемпионате мира в России. На турнире он сыграл в матчах против команд Бельгии и Англии.
В 2019 году Купер был включён в состав сборной Панамы на Золотой кубок КОНКАКАФ. В первом матче в групповом раунде против сборной Тринидада и Тобаго забил гол на 53-й минуте и вместе с командой добился победы со счётом 2:0.

### Гол за сборную Панамы
| #  | Дата            | Место                                                  | Соперник          | Счёт | Результат | Турнир                             |
| -- | --------------- | ------------------------------------------------------ | ----------------- | ---- | --------- | ---------------------------------- |
| 1. | 16 января 2011  | Роммель Фернандес, Панама, Панама                      | Никарагуа         | 1:0  | 2:0       | Центральноамериканский кубок 2011  |
| 2. | 18 января 2011  | Роммель Фернандес, Панама, Панама                      | Сальвадор         | 2:0  | 3:0       | Центральноамериканский кубок 2011  |
| 3. | 10 августа 2011 | Рамон Тауичи Агилера, Санта-Крус-де-ла-Сьерра, Боливия | Боливия           | 1:3  | 1:3       | Товарищеский матч                  |
| 4. | 14 ноября 2015  | Индепенденс Парк, Кингстон, Ямайка                     | Ямайка            | 0:1  | 0:2       | Чемпионат мира 2018 (квалификация) |
| 5. | 9 января 2016   | Роммель Фернандес, Панама, Панама                      | Куба              | 3:0  | 4:0       | Кубок Америки 2016 (квалификация)  |
| 6. | 22 января 2017  | Роммель Фернандес, Панама, Панама                      | Коста-Рика        | 1:0  | 1:0       | Центральноамериканский кубок 2017  |
| 7. | 14 ноября 2017  | Кардифф Сити, Кардифф, Уэльс                           | Уэльс             | 1:1  | 1:1       | Товарищеский матч                  |
| 8. | 18 июня 2019    | Альянц Филд, Сент-Пол, США                             | Тринидад и Тобаго | 1:0  | 2:0       | Золотой кубок КОНКАКАФ 2019        |

## Достижения
Командные
 «Арабе Унидо»
- Чемпионат Панамы — Клаусура 2008
- Чемпионат Панамы — Апертура 2009
- Чемпионат Панамы — Клаусура 2010

 «Торонто»
- MLS — 2017
- Победитель регулярного чемпионата MLS — 2017
- Первенство Канады — 2017

Международные
 Панама
- Золотой кубок КОНКАКАФ — 2013
- Золотой кубок КОНКАКАФ — 2015